# Silvio Marzolini
Silvio Marzolini (4 de outubro de 1940 – 17 de julho de 2020) foi um futebolista e treinador argentino que competiu nas Copa do Mundo de 1962 e 1966. Marzolini é um ídolo no Boca Juniors, onde atuou de 1960 até 1972, ganhando seis títulos nacionais e sendo considerado como o melhor lateral esquerdo argentino de todos os tempos.

## Carreira
Os primeiros passos de Marzolini como jogador de futebol foram no Deportivo Italiano, logo se mudando para as categorias de base do Ferro Carril Oeste em 1955. Depois de uma discussão com os dirigentes do clube pedindo para jogar na equipe principal, Marzolini foi suspenso por dois anos. Ele estreou na Primera División em maio de 1959, jogando contra o Boca Juniors, que iria contratá-lo no ano seguinte.
Marzolini estreou no Boca em 3 de abril de 1960 contra o Estudiantes de La Plata, derrotando-o por 2-1. Boca terminou em 3º lugar naquele ano com Marzolini jogando dos jogos.
Em 1961, Marzolini marcou seu primeiro gol na primeira divisão, mas o Boca não fez uma grande campanha, terminando em 5º lugar com Marzolini jogando um total de 29 jogos e marcando 2 gols. 
A primeira conquista dele veio em 1962, quando o Boca conquistou o título da Primeira Divisão ao lado de jogadores notáveis como o goleiro Antonio Roma, o atacante brasileiro Paulo Valentim e Norberto Menéndez.
Com o Boca, ele ainda ganhou mais 4 títulos da Primeira Divisão, além de um título da Copa Argentina em 1969. Ele se aposentou em 1972 com 32 anos.

## Pós carreira

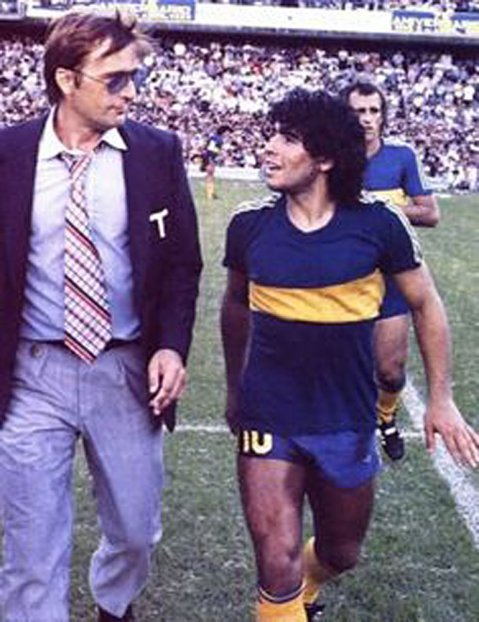
Marzolini treinou Diego Maradona em 1981

Depois de se aposentar como jogador, Marzolini se tornou treinaodor do All Boys, onde permaneceu de 1975 a 1976. Em 1981, Marzolini retornou ao Boca Juniors, com o qual ganhou o Metropolitano de 1981 com o superastro Diego Maradona sendo o melhor jogador da equipe. Outros jogadores notáveis para o Boca foram o goleiro Hugo Gatti e o defensor Oscar Ruggeri.

## Morte
Morreu no dia 17 de julho de 2020, aos 79 anos.

## Títulos
Jogador
Boca Juniors
- Primeira Divisão (5): 1962, 1964, 1965, 1969 e 1970.
- Copa Argentina (1): 1969.

Seleção Argentina
- Campeonato Pan-Americano: 1960

Treinador
- Primeira Divisão (1): 1981.